# Svarga (sanskrit)
Pour les articles homonymes, voir Svarga.
Svarga (sanskrit, devanagari : स्वर्ग) écrit aussi swarga ou svar, désigne un degré céleste des royaumes existant dans la cosmologie de l'hindouisme, et le bouddhisme.

## Dans l'hindouisme
Svarga se traduit par : les cieux, appelé par les occidentaux : paradis, en opposition au naraka, l'enfer. Demeure du dieu Indra, il est situé au-dessus du mont Meru.
C'est aussi le nom d'une catégorie de musiciens et chanteurs célestes similaires aux gandharva.

## Dans le bouddhisme
Les Cieux ou svarga dans le bouddhisme sont admis par la plupart des traditions. Selon la cosmologie bouddhiste, ils sont divisés en vingt-six niveaux :
- les six plus bas regroupent les royaumes des sens ;
- les seize suivants sont les royaumes des formes ;
- les quatre derniers les royaumes immatériels.

D'autres croyants disent qu'il y a juste six niveaux de royaumes des désirs et dix-sept royaumes des formes. Les Cieux bouddhistes sont la demeure des dieux et déesses : les devas.